# Осада Девентера (1591)
Осада Деве́нтера — осада голландскими войсками под командованием Морица Оранского города Девентер, находившегося под контролем испанцев, в ходе Восьмидесятилетней войны.
После завоевания города голландцами в 1579 году он снова перешел в руки испанцев в 1587 году из-за предательства губернатора Уильяма Стэнли. От приступа войск Морица Оранского Девентер защищал гарнизон из наемников под командованием Германа ван ден Берга, сына Виллема IV ван ден Берга. 10 июня 1591 года город был вынужден сдаться.

## Предыстория
В 1591 году Мориц Оранский во главе голландской армии продолжил кампанию по захвату опорных пунктов испанцев в Нидерландах. На восточном направлении он осадил Хюлст, на юге пал Зютфен, на очереди был Куворден. Девентер первоначально выглядел неприступным из-за численности местного гарнизона, однако после неожиданно быстрого захвата Зютфена Мориц смог усилить армию, направлявшуюся на Девентер. Из-за неблагоприятной погоды перебросить артиллерию по суше было затруднительно, поэтому было решено использовать реку Эйссел и переправить армию — приблизительно 9000 пехотинцев и 1600 всадников — на судах.
Девентер после 1578 года обеднел и обезлюдел. В 1578 году там проживало около 7000 человек, в 1591 году — уже меньше 3500. Командир местного гарнизона Герман ван ден Берг располагал примерно 1200 солдатами. Это были в основном немецкие и валлонские наемники, других людских ресурсов в городе не было.

## Осада

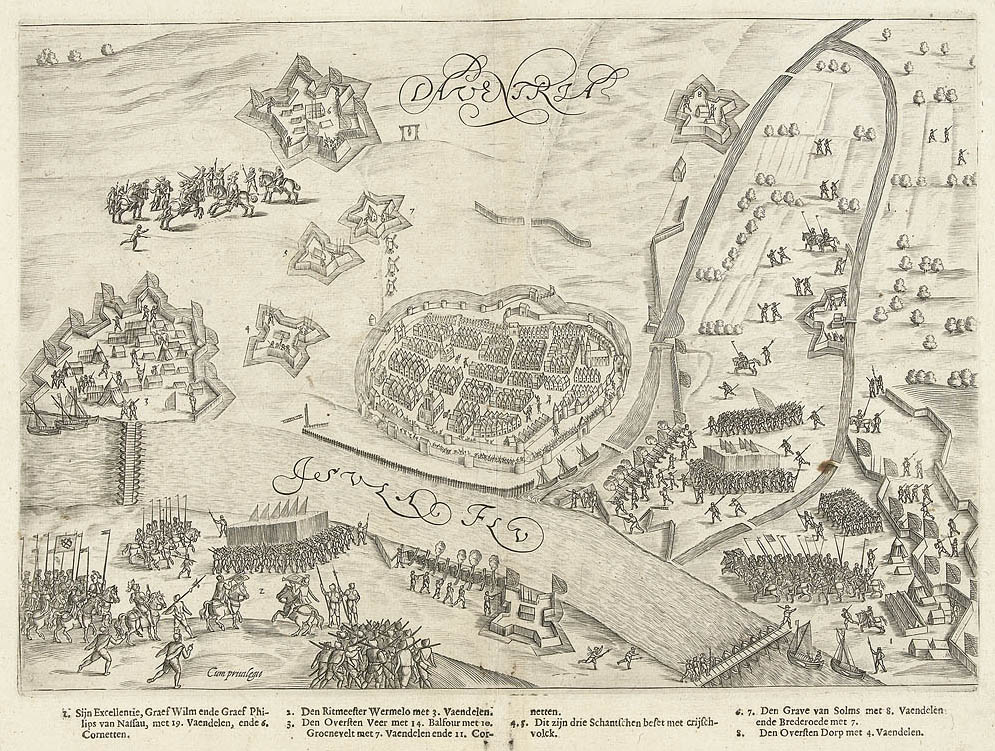
Девентер открывает ворота Морицу Оранскому

После прибытия к Девентеру 31 мая Мориц Оранский разделил свою армию на несколько частей. Одна часть была размещена на западном берегу реки Эйссел, другая на северо-востоке от города, остальные — в районе четырёх оборонительных фортов Девентера. В результате город был немедленно изолирован от внешнего мира. Солдаты Морица навели понтонный мост через реку и благодаря этому смогли подвести ближе артиллерию. Мориц не спешил со штурмом. Допросив перебежчиков и нескольких агентов, посланных в город заранее, он получил информацию о состоянии дел в городе. Выяснилось, что между немецкими и валлонскими солдатами гарнизона существовала напряженность, поскольку валлоны своевременно получали жалование, а немцы нет. Перебежчики также рассказали, что незадолго до этого в город пришли войска, бежавшие после поражения в Зютфене. Мориц надеялся, что моральный дух защитников будет невысок. После военного совета он решил штурмовать город.
9 июня с восходом солнца Мориц начал массированную бомбардировку южной городской стены. Мэр Девентера позже заявил, что в результате этой бомбардировки погибло 3695 защитников города. После нескольких часов артиллерийского обстрела ворота Зандпорт рухнули, образовав брешь в городской стене, через которую атакующие устремились в город. По приказу Морица к понтонному мосту был подведен корабль с отрядами английских солдат, который под прикрытием судна могли атаковать город. Однако отряд англичан был слишком нетерпелив и покинул судно до того, как позиции для атаки были подготовлены. В результате атака провалилась, и войска были вынуждены отступить.
В ходе последовавшей ночи защитники попытались сделать вылазку и поджечь мост, но эта попытка была пресечена голландским патрулем. К утру защитники решили, что их положение безнадежно и помощи ждать неоткуда. В итоге днем 10 июня командир гарнизона Девентера Герман ван дер Берг явился в лагерь голландцев с предложением о сдаче города.

## Последствия
Ван ден Берг и гарнизон получили право вместе с семьями и имуществом, знаменами и под барабанный бой покинуть город. Гарнизон потерял около 250 убитых и раненых. Ван ден Берг увел свои войска в Куворден, где располагался лагерь Франсиско Вердуго. Мориц Оранский, в свою очередь, был горд тем, что смог предотвратить разграбление города. Впервые новая администрация Девентера была сформирована целиком из кальвинистов. Поскольку большинство кальвинистов бежали из города задолго до осады, основу новой власти составили те, кто вернулся из изгнания.
После занятия Девентера Мориц стал определяться с планом дальнейших действий. Голландцы решил двигаться на Гронинген и Неймеген, но когда стало известно о том, что к Гронингену следует испанская армия Алессандро Фарнезе, Мориц отвел свою армию на север.
Для предотвращения захвата Девентера испанцами город был превращен в крепость с бастионами и равелинами за пределами городских стен. Испанцы позднее попытались вернуть себе контроль над городом, но им это не удалось.